# Johannes Virolainen
Johannes Virolainen (31. ledna 1914, Vyborg – 11. prosince 2000, Lohja) byl finský politik. V letech 1964–1966 byl premiérem Finska. Zastával i řadu dalších vládních postů: ministr školství (1953, 1954, 1956–1957, 1968–1970), zahraničních věcí (1954–1956, 1957, 1958), zemědělství (1961–1962, 1962–1963, 1976–1977, 1977–1979), financí (1972–1975) . Mezi finskými politiky drží rekord v délce působení ve vládě. Stejně tak drží rekord v délce držení parlamentního křesla (42 let). V období 1966–1968 a 1979–1982 byl předsedou finského parlamentu. Byl představitelem strany Agrární liga (od 1965 přejmenována na Stranu středu, od 1988 na Finský střed). V roce 1982 byl kandidátem Strany středu na prezidentský úřad, ale ve volbách byl poražen kandidátem sociální demokracie Mauno Koivistem.
Proslulé byly jeho napjaté vztahy s prezidentem Urho Kekkonenem, s nímž je rozdělovaly názory na vztah k Sovětskému svazu.
Narodil se v Karélii, jež je dnes (od finsko-sovětské války) součástí Ruska. Nikdy se nezřekl naděje, že se jeho rodný kraj Finsku vrátí. Byl absolutním abstinentem a s oblibou prohlašoval, že se napije alkoholu teprve v momentě, až se Karélie stane znovu součástí Finska.